# Ал-Кугул
Ал-Кугу́л (кат. el Cogul, вимова літературною каталанською [əł ku'ɣuł]) — муніципалітет, розташований в Автономній області Каталонія, в Іспанії. Код муніципалітету за номенклатурою Інституту статистики Каталонії — 250766. Знаходиться у районі (кумарці) Ґаррігас (коди району — 18 та GG) провінції Льєйда.